# Spirituel mais non religieux

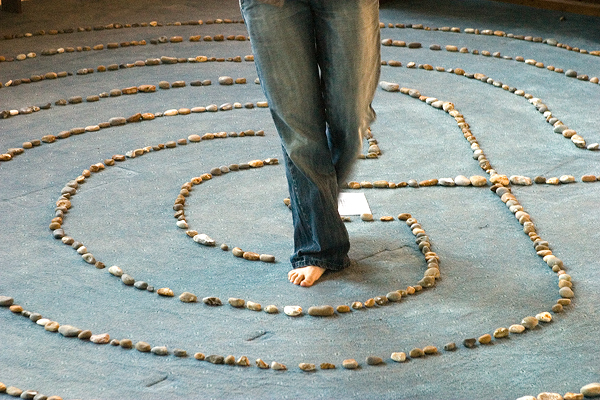
Un labyrinthe de prière

« Spirituel mais non religieux » (en anglais Spiritual But Not Religious, SBNR) est une phrase et acronyme de la culture anglo-saxonne pour s'identifier comme pratiquant une spiritualité sans adhérer à une institution religieuse ni adopter un dogme particulier. L'expression équivalente en français serait « spiritualité laïque » ou « agnostique ».